# Ozero Beloje (sjö i Belarus, Vitsebsks voblast, lat 55,83, long 29,90)
Ozero Beloje (ryska: Озеро Белое) är en sjö i Belarus.   Den ligger i voblasten Vitsebsks voblast, i den norra delen av landet, 260 km nordost om huvudstaden Minsk. Ozero Beloje ligger 161 meter över havet. Arean är 2,2 kvadratkilometer. Den sträcker sig 1,8 kilometer i nord-sydlig riktning, och 2,2 kilometer i öst-västlig riktning.
I omgivningarna runt Ozero Beloje växer i huvudsak blandskog. Runt Ozero Beloje är det glesbefolkat, med 10 invånare per kvadratkilometer.